# Boris Wladimirowitsch Pertel
Boris Wladimirowitsch Pertel (russisch Борис Владимирович Пертель, wiss. Transliteration Boris Vladimirovič Pertel'; * 21. April 1888 in Sankt Petersburg; † unbekannt) war ein russischer Sportschütze. 

## Karriere
Boris Pertel belegte bei den Olympischen Spielen 1912 im Trap-Schießwettkampf den 55. Platz.